# Suchy tłok
Suchy tłok, ślepy tłok, druk reliefowy – technika graficzna pozwalająca na uzyskanie rysunku o charakterze reliefu. Forma wycięta jak w technikach druku wypukłego lub trawiona jak w technikach druku wklęsłego drukuje bez farby pod zwiększonym naciskiem, przy użyciu miękkiej nakładki. 